# Drejekors
Et drejekors (også kaldet turnstile) er en form for port, som tillader én person at passere ad gangen. En drejekors kan konfigureres til at håndhæve envejs-menneskelig trafik. Derudover kan et drejekors kun begrænse passagen til personer, der indsætter en mønt, billet, pas eller anden betalings- eller verifikationsmetode. Moderne drejekors kan bruge biometri, herunder nethindescanning, fingeraftryk og andre individuelle menneskelige egenskaber, som kan scannes. Således kan et drejekors bruges i tilfælde af betalt adgang (nogle gange kaldet en faregate eller billetbarriere, når den bruges til dette formål), for eksempel for at få adgang til offentlig transport, et betalingstoilet eller for at begrænse adgangen til autoriserede personer, for eksempel i lobbyen i en kontorbygning.